# Joan Maria Codina
Joan Maria Codina i Torner o Juan María Codina y Torner (n. Miravet, Tarragona; 1870 – f. Barcelona; 1936) fue un director de cine español, uno de los pioneros del cine mudo y de la industria cinematográfica española de comienzos del siglo XX.

## Trayectoria profesional
Entre 1906 y 1910 dirigió sus primeras películas para la productora de Antonio Cuesta a la vez que era el representante de sus películas valencianas de temática taurina. En 1915 dirige dramas para Condal Films, y en 1917 es nombrado Director Artístico de Studio Films, donde permanece hasta su cierre, dedicándose posteriormente a ser empresario y técnico de cine.

## Filmografía como director
Entre sus más de 25 películas están:
1906 
- El fuego de la aldea

1908 
- Maria Rosa (codirigida con Fructuós Gelabert)

1912
- Lucha de corazones
- La barrera nº 13

1915 
- Pasionaria

1918 
- El protegido de Satán, Mefisto (codirigida con Juan Solà Mestres)

1919
- El otro (codirigida con Eduardo Zamacois)

1920 
- El espectro del castillo